# Francisco Adolfo Coelho

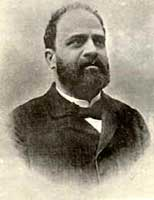
Francisco Adolfo Coelho

Francisco Adolfo Coelho (* 15. Januar 1847 in Coimbra; † 9. Februar 1919 in Carcavelos) war ein portugiesischer Reformpädagoge,  Volkskundler, Romanist, Lusitanist und Kreolist.

## Leben und Werk
Coelho studierte in Coimbra, war aber mit der Universität unzufrieden und bildete sich (vornehmlich gestützt auf deutsche Veröffentlichungen) autodidaktisch zum ersten modernen portugiesischen Gelehrten der romanischen Philologie heran. Er lehrte ab 1878 an der Escola Normal Superior de Lisboa und an der Universität Lissabon.
Coelho gehörte zu einer Gruppe junger portugiesischer Intellektueller, die sich für die revolutionären Strömungen jener Zeit begeisterten und die die Wissenschaft und Kultur Portugals damit befruchten wollten: In den Conférences du Casino (benannt nach dem Casino Lissabon, in dem sie stattfanden) wurden im Frühjahr 1871 die Ideen Proudhons, Marx', Darwins und Taines diskutiert. Insgesamt fanden fünf dieser Konferenzen statt, die letzte am 19. Juni unter der Regie Coelhos, danach wurden sie von den herrschenden reaktionären Kräften verboten. Die Aktivitäten dieser Gruppe waren konstitutiv für die revolutionäre Bewegung Geração de 70 (Generation von Coimbra). 1874 erhielt er von Karl Marx Das Kapital in der Ausgabe von 1872 mit der Widmung „hommage de l'auteur“ und einer Fotografie von Friedrich Wunder.
Mit seinen philologischen, lusitanistischen, ethnologischen und pädagogischen Schriften war er ein angesehener Intellektueller Portugals.
Coelho war Ehrendoktor der Universität Göttingen (1888).

## Werke
- A lingua portugueza. Phonologia, etymologia, morphologia e syntaxe, Coimbra 1868
- Theoria da conjugação em latim e portuguez. Estudo de grammatica comparativa, Lissabon 1871
- Sciencia e probidade. A proposido das pasquinadas José Gomes Monteiro & companhia, Porto 1873
- Questões da lingua portugueza, 2 Bde., Porto/Braga 1874
- Contos populares portugueses, Lissabon 1879, 1985
- Os Dialectos romanicos ou neo-latinos na Africa, Asia e America, Lissabon 1880–1886
- Diccionario manual etymologico da lingua portugueza, Lissabon 1890
- Noções elementares de grammatica portugueza, Porto 1891
- Os ciganos de Portugal, com um estudo sobre o Caláo, Lissabon 1892, 1995
- Jogos e rimas infantis, Porto 1919
- Para a história da instrução popular, Lissabon 1973
- Cultura popular e educação, Lissabon 1993
- Festas, costumes e outros materiais para una etnologia de Portugal, Lissabon 1993
- Portugal e Ilhas Adjacentes. Exposição Ethnografica Portugueza, Project Gutenberg 2007